# Libia (cruzador)
O Libia foi um cruzador protegido operado pela Marinha Real Italiana. Sua construção começou em 1907 nos estaleiros da Gio. Ansaldo & C. em Gênova com o nome Drama para a Marinha Otomana, porém foi tomado pelos italianos em 1911. Foi lançado ao mar em novembro de 1912 e comissionado na frota italiana em março do ano seguinte. Era armado com uma bateria principal composta por dois canhões de 152 milímetros, tinha um deslocamento carregado de mais de quatro mil toneladas e alcançava uma velocidade máxima de 22 nós (42 quilômetros por hora).
O Libia teve um início de carreira tranquilo, envolvendo-se em 1914 na evacuação de Guilherme, Príncipe da Albânia, de Durazzo. Na Primeira Guerra Mundial, o navio patrulhou a Barragem de Otranto e nunca entrou em combate. No pós-guerra, realizou uma viagem ao redor do mundo entre 1921 e 1922 e chegou a aparecer em um curta-metragem documental dirigido por Frank Capra. O Libia foi enviado para a China em 1925 e permaneceu servindo na área por quase uma década. A embarcação foi removida do registro naval em março de 1937 e desmontada.